# Serba
Serba är en kommun och ort i Saale-Holzland-Kreis i förbundslandet Thüringen i Tyskland.
Kommunen ingår i förvaltningsgemenskapen Bad Klosterlausnitz tillsammans med kommunerna Albersdorf, Bad Klosterlausnitz, Bobeck, Scheiditz, Schlöben, Schöngleina, Tautenhain, Waldeck och Weißenborn.